# Liste der Nummer-eins-Hits in Finnland (1980)
Dies ist eine Liste der Nummer-eins-Hits in Finnland im Jahr 1980. Sie basiert auf den offiziellen Single Top und den Album Top, die im Auftrag von Musiikkituottajat, der finnischen Landesgruppe der IFPI, erstellt werden.

## Singles
| | Liste der Nummer-eins-Hits in Finnland | Liste der Nummer-eins-Hits in Finnland | Liste der Nummer-eins-Hits in Finnland                                                   | 1981 →                    |
| \| Zeitraum \| Wo. ges. \| Interpret \| Titel Autor(en) \| Zusätzliche Informationen \| \| (Zeitraum, Wochen auf Platz eins, Interpret, Titel, Autor[en], zusätzliche Informationen) \| \| \| \| \| \| ----------------------------------------------------------------------------------------- \| -------- \| ----------------- \| ---------------------------------------------------------------------------------------- \| ------------------------- \| \| Dezember 1979 – Januar 1980 2 Monate \| 2 \| Lea Laven \| Ei oo, ei tuu \| – \| \| Februar 1980 – April 1980 3 Monate \| 3 \| ABBA \| Gimme! Gimme! Gimme! (A Man After Midnight) Benny Goran Bror Andersson, Björn K. Ulvaeus \| – \| \| Mai 1980 1 Monat \| 1 \| Pink Floyd \| Another Brick in the Wall, Pt. 2 Roger Waters \| – \| \| Juni 1980 – Juli 1980 2 Monate \| 2 \| Problems? \| Katupoikien laulu \| – \| \| August 1980 – Oktober 1980 3 Monate \| 3 \| Maukka Perusjätkä \| Vaatteet \| – \| \| November 1980 – Februar 1981 4 Monate \| 4 \| Barbra Streisand \| Woman in Love Barry Alan Gibb, Robin Hugh Gibb \| – \| |                                        |                                        |                                                                                          |                           |
| |                                        |                                        |                                                                                          | → 1981 →                  |
| Zeitraum | Wo. ges.                               | Interpret                              | Titel Autor(en)                                                                          | Zusätzliche Informationen |
| (Zeitraum, Wochen auf Platz eins, Interpret, Titel, Autor[en], zusätzliche Informationen) |                                        |                                        |                                                                                          |                           |
| Dezember 1979 – Januar 1980 2 Monate | 2                                      | Lea Laven                              | Ei oo, ei tuu                                                                            | –                         |
| Februar 1980 – April 1980 3 Monate | 3                                      | ABBA                                   | Gimme! Gimme! Gimme! (A Man After Midnight) Benny Goran Bror Andersson, Björn K. Ulvaeus | –                         |
| Mai 1980 1 Monat | 1                                      | Pink Floyd                             | Another Brick in the Wall, Pt. 2 Roger Waters                                            | –                         |
| Juni 1980 – Juli 1980 2 Monate | 2                                      | Problems?                              | Katupoikien laulu                                                                        | –                         |
| August 1980 – Oktober 1980 3 Monate | 3                                      | Maukka Perusjätkä                      | Vaatteet                                                                                 | –                         |
| November 1980 – Februar 1981 4 Monate | 4                                      | Barbra Streisand                       | Woman in Love Barry Alan Gibb, Robin Hugh Gibb                                           | –                         |

## Alben
| | Liste der Nummer-eins-Hits in Finnland | Liste der Nummer-eins-Hits in Finnland | Liste der Nummer-eins-Hits in Finnland | 1981 →                    |
| \| Zeitraum \| Wo. ges. \| Interpret \| Titel \| Zusätzliche Informationen \| \| (Zeitraum, Wochen auf Platz eins, Interpret, Titel, zusätzliche Informationen) \| \| \| \| \| \| ------------------------------------------------------------------------------ \| -------- \| -------------------------- \| --------------------- \| ------------------------- \| \| Dezember 1979 – Januar 1980 2 Monate \| 2 \| Tapio Rautavaara \| Reissumiehen taival \| – \| \| Februar 1980 1 Monat \| 1 \| Maarit \| Nykyajan lapsi \| – \| \| März 1980 1 Monat \| 1 \| The Shadows \| String of Hits \| – \| \| April 1980 – Mai 1980 2 Monate \| 2 \| (Verschiedene Interpreten) \| Rockabilly Story \| – \| \| Juni 1980 1 Monat \| 1 \| Kojo \| Lucky Street \| – \| \| Juli 1980 – August 1980 2 Monate \| 2 \| Reijo Kallio \| Viikonloppuisä \| – \| \| September 1980 1 Monat \| 1 \| Hassisen kone \| Täältä tullaan Venäjä \| – \| \| Oktober 1980 – November 1980 2 Monate \| 2 \| Pelle Miljoona Oy \| Moottoritie on kuuma \| – \| \| Dezember 1980 – Februar 1981 3 Monate \| 3 \| Barbra Streisand \| Guilty \| – \| |                                        |                                        |                                        |                           |
| |                                        |                                        |                                        | → 1981 →                  |
| Zeitraum | Wo. ges.                               | Interpret                              | Titel                                  | Zusätzliche Informationen |
| (Zeitraum, Wochen auf Platz eins, Interpret, Titel, zusätzliche Informationen) |                                        |                                        |                                        |                           |
| Dezember 1979 – Januar 1980 2 Monate | 2                                      | Tapio Rautavaara                       | Reissumiehen taival                    | –                         |
| Februar 1980 1 Monat | 1                                      | Maarit                                 | Nykyajan lapsi                         | –                         |
| März 1980 1 Monat | 1                                      | The Shadows                            | String of Hits                         | –                         |
| April 1980 – Mai 1980 2 Monate | 2                                      | (Verschiedene Interpreten)             | Rockabilly Story                       | –                         |
| Juni 1980 1 Monat | 1                                      | Kojo                                   | Lucky Street                           | –                         |
| Juli 1980 – August 1980 2 Monate | 2                                      | Reijo Kallio                           | Viikonloppuisä                         | –                         |
| September 1980 1 Monat | 1                                      | Hassisen kone                          | Täältä tullaan Venäjä                  | –                         |
| Oktober 1980 – November 1980 2 Monate | 2                                      | Pelle Miljoona Oy                      | Moottoritie on kuuma                   | –                         |
| Dezember 1980 – Februar 1981 3 Monate | 3                                      | Barbra Streisand                       | Guilty                                 | –                         |

Siehe auch: Nummer-eins-Hits 1980 in  Australien, Belgien, Deutschland, Frankreich, Irland, Italien, Japan, Kanada, Neuseeland, den Niederlanden, Norwegen, Österreich, Schweden, der Schweiz, Spanien, den Vereinigten Staaten und im Vereinigten Königreich.